# Отрожкинское сельское поселение
Отро́жкинское се́льское поселе́ние — муниципальное образование в Серафимовичском районе Волгоградской области. Административный центр — хутор Отрожки.

## История
В 1521 году вышел приказ князя великого по рекам Медведице и Дону поставить пограничные отроги для охраны государства московского и для сопровождения послов. Так появились по берегам Дона сначала заставы, а потом и хутора, таким образом появились Отрожки. Отрожки расположились на левом берегу Дона. Само название говорит само за себя, Отрог поставили на водяных отрогах. Хутора ставились как бы единой лентой недалеко друг от друга: Станица Распопинская, Хутор Будыльский, Отрожки, Прилипский, Степной, Вежной, Берёзки, станица Усть—Медведицкая и т.д. Многие хутора и станицы переезжали с левого берега на правый, но хутор Отрожки остался на месте. Позднее в его состав вошёл хутор Будыльский.
В советские времена был образован Отроженский сельсовет в составе Фрунзенского района Волгоградской области. В 1963 году Фрунзенский район был упразднён, и Отроженский сельсовет перешёл в состав Серафимовичского района.
Отрожкинское сельское поселение образовано 24 декабря 2004 года в соответствии с Законом Волгоградской области № 979-ОД.

## Население
| 2010 | 2012 | 2013 | 2014 | 2015 | 2016 | 2017 |
| ---- | ---- | ---- | ---- | ---- | ---- | ---- |
| 696  | ↘677 | ↘661 | ↘637 | ↘626 | ↘609 | ↗612 |
| 2018 | 2019 | 2020 | 2021 |      |      |      |
| ↘604 | ↗610 | ↘582 | ↗589 |      |      |      |

## Состав сельского поселения
| № | Населённый пункт | Тип населённого пункта        | Население |
| - | ---------------- | ----------------------------- | --------- |
| 1 | Отрожки          | хутор, административный центр | ↘489      |
| 2 | Прилипкинский    | хутор                         | ↘55       |
| 3 | Угольский        | хутор                         | 86        |

## Администрация
Глава Отрожкинского сельского поселения — Галина Петровна Коновалова. Администрация поселения расположена в хуторе Отрожки.